# Bad Liar (이매진 드래곤스의 노래)
〈Bad Liar〉는 미국의 팝 록 밴드 이매진 드래곤스의 곡이다. 이 곡은 2018년 11월 6일 인터스코프 레코드와 키디나코너를 통해 네 번째 스튜디오 음반인 《Origins》(2018년)의 네 번째 싱글로 발매되었다. 이 곡은 이매진 드래곤스, 아자 볼크먼, 조르겐 오드가르드가 작곡했으며, 오르가르드가 프로듀싱했다.
〈Bad Liar〉는 미국 빌보드 핫 100에서 56위로 정점을 찍었다. 체코와 라트비아에서 1위를 차지했으며, 벨기에, 핀란드, 슬로바키아, 스위스에서 10위권까지 올랐으며, 호주, 오스트리아, 독일, 이탈리아, 뉴질랜드, 노르웨이, 폴란드, 싱가포르, 스웨덴에서도 20위권 안에 들었다. 2019년 5월 31일, 〈Bad Liar- Stripped〉라는 제목의 "스트립드" 버전이 발매되었다.